# Gotthold Frotscher
Gotthold Frotscher (ur. 6 grudnia 1897 w Ossie, zm. 30 września 1967 w Berlinie) – niemiecki muzykolog, historyk muzyki, nauczyciel akademicki. Jest autorem licznych publikacji z zakresu historii gry organowej.

## Życiorys
28 marca 1922 roku uzyskał tytuł doktora na Uniwersytecie w Lipsku. Tematem jego pracy była „Estetyka pieśni berlińskiej w XVIII wieku”. W 1924 roku habilitował się na Uniwersytecie Gdańskim. Tematem jego pracy były „Główne problemy estetyki muzycznej XVIII wieku”, gdzie później pracował jako profesor nadzwyczajny.
Po dojściu w Niemczech do władzy NSDAP partia otrzymała setki tysięcy wniosków o członkostwo, co wzbudzało podejrzenia, że nagłych pośpiech nie wynikał wyłącznie z przekonań politycznych. Jeszcze przed 1 maja 1933 rku, członkiem partii został m.in. Gotthold Frotscher, numer członkowski 2 844 274. W listopadzie 1933 roku podpisał przysięgę wierności profesorów niemieckich uniwersytetów i szkół wyższych przed Adolfem Hitlerem i państwem narodowo-socjalistycznym.
W 1936 roku przeniósł się z Uniwersytetu Gdańskiego na Uniwersytet Berliński
W 1938 został przywódcą lokalnej grupy NSDAP w Hakenfelde.
W 1938 ukazała się antologia na temat tonacji niemieckich pieśni ludowych, którą opracowali m.in. Gotthold Frotscher, Joseph Müller-Blattau czy Georg Schünemann.
Uznawany był za eksperta bliskiego reżimowi III rzeszy, z niewielkim wkładem brał udział w tzw. dyskursie rasowym.
Po zakończeniu II wojny światowej Gotthold Frotscher w wielu kręgach środowiska naukowego był uznawany za nieakceptowalnego ze względu na zaangażowanie w działalność NSDAP.
Od 1950 roku wykładał muzykologię na Uniwersytecie Pedagogicznym w Berlinie.